# Campeonato Sul-Americano de Futebol Sub-17 de 1993
O Campeonato Sul-Americano de Futebol Sub-17 de 1993,  o evento foi realizado na Colômbia.Participar jogadores nascidos após 1 de janeiro de 1976. As três equipes melhores colocadas no Sul-Americano classificaram-se para o Campeonato do Mundo de sub-17 , a se realizar no Japão em 1993 .

## Equipes participantes
| Argentina | Bolívia | Brasil | Chile | Equador | Colômbia | Paraguai | Peru | Uruguai | Venezuela |

## Primeira rodada

### Grupo A
| A equipe  | П. | M | Com | R | P | Br+ | Br- | +/- |
| --------- | -- | - | --- | - | - | --- | --- | --- |
| Colômbia  | 8  | 4 | 4   | 0 | 0 | 10  | 1   | +9  |
| Argentina | 6  | 4 | 3   | 0 | 1 | 8   | 2   | +6  |
| Peru      | 3  | 4 | 1   | 1 | 2 | 3   | 7   | -4  |
| Equador   | 2  | 4 | 1   | 0 | 3 | 4   | 9   | -5  |
| Venezuela | 1  | 4 | 0   | 1 | 3 | 2   | 8   | -6  |

| 30 de janeiro de 1993 | Argentina | 2:0 | Equador |  |
|                       |           |     |         |  |

| 30 de janeiro de 1993 | Colômbia | 2:0 | Equador |  |
|                       |          |     |         |  |

| 1 de fevereiro de 1993 | Peru | 2:1 | Equador |  |
|                        |      |     |         |  |

| 1 de fevereiro de 1993 | Argentina | 3:0 | Venezuela |  |
|                        |           |     |           |  |

| 3 de fevereiro de 1993 | Peru | 1:1 | Venezuela |  |
|                        |      |     |           |  |

| 3 de fevereiro de 1993 | Colômbia | 4:1 | Equador |  |
|                        |          |     |         |  |

| 5 de fevereiro de 1993 | Argentina | 3:0 | Peru |  |
|                        |           |     |      |  |

| 5 de fevereiro de 1993 | Colômbia | 2:0 | Venezuela |  |
|                        |          |     |           |  |

| 7 de fevereiro de 1993 | Colômbia | 2:1 | Venezuela |  |
|                        |          |     |           |  |

| 7 de fevereiro de 1993 | Colômbia | 2:0 | Argentina |  |
|                        |          |     |           |  |

### Grupo B
| A equipe | П. | M | Com | R | P | Br+ | Br- | +/- |
| -------- | -- | - | --- | - | - | --- | --- | --- |
| Brasil   | 8  | 4 | 4   | 0 | 0 | 8   | 3   | +5  |
| Chile    | 4  | 4 | 2   | 0 | 2 | 15  | 8   | +7  |
| Uruguai  | 3  | 4 | 2   | 0 | 2 | 10  | 3   | +7  |
| Paraguai | 2  | 4 | 2   | 0 | 2 | 7   | 6   | +1  |
| Bolívia  | 0  | 4 | 0   | 0 | 4 | 0   | 20  | -20 |

| 31 de janeiro de 1993 | Paraguai | 1:0 | Uruguai |  |
|                       |          |     |         |  |

| 31 de janeiro de 1993 | Brasil | 3:2 | Chile |  |
|                       |        |     |       |  |

| 2 de fevereiro de 1993 | Chile | 5:2 | Paraguai |  |
|                        |       |     |          |  |

| 2 de fevereiro de 1993 | Brasil | 2:0 | Bolívia |  |
|                        |        |     |         |  |

| 4 de fevereiro de 1993 | Paraguai | 4:0 | Bolívia |  |
|                        |          |     |         |  |

| 4 de fevereiro de 1993 | Uruguai | 3:0 | Chile |  |
|                        |         |     |       |  |

| 6 de fevereiro de 1993 | Chile | 8:0 | Bolívia |  |
|                        |       |     |         |  |

| 6 de fevereiro de 1993 | Brasil | 2:1 | Uruguai |  |
|                        |        |     |         |  |

| 8 de fevereiro de 1993 | Uruguai | 6:0 | Bolívia |  |
|                        |         |     |         |  |

| 8 de fevereiro de 1993 | Brasil | 1:0 | Paraguai |  |
|                        |        |     |          |  |

## Fase final
| A equipe  | П. | M | Com | R | P | Br+ | Br- | +/- |
| --------- | -- | - | --- | - | - | --- | --- | --- |
| Colômbia  | 4  | 3 | 1   | 2 | 0 | 4   | 3   | +1  |
| Chile     | 3  | 3 | 0   | 3 | 0 | 5   | 5   | 0   |
| Argentina | 3  | 3 | 1   | 1 | 1 | 4   | 4   | 0   |
| Brasil    | 2  | 3 | 0   | 2 | 1 | 5   | 6   | -1  |

| Local     | Resultado | Visitante |
| --------- | --------- | --------- |
| Argentina | 2 - 1     | Brasil    |
| Colômbia  | 1 - 1     | Chile     |
| Brasil    | 2 - 2     | Chile     |
| Colômbia  | 1 - 0     | Argentina |
| Argentina | 2 - 2     | Chile     |
| Colômbia  | 2 - 2     | Brasil    |

### Premiação
| Campeonato Sul-Americano Sub-17 de 1993 |
| Colômbia                                |
| --------------------------------------- |
| COLÔMBIA Campeão (1º título)            |

## Equipes classificadas parao campeonato do mundo de sub-17 de futebol de 1993
- Colômbia
- Chile
- Argentina

## Artilharia
| equipe | jogador | gols |
| ------ | ------- | ---- |
| Brasil | Ronaldo | 8    |